# 金龙水库 (龙州县)
金龙水库是中国广西壮族自治区崇左市龙州县境内的一座水库，位于黑水河支流金龙溪上，建于1960年。水库正常库容为1110万立方米，集雨面积为51平方千米，海拔为322.5米。